# Gabriel Barbou des Courières
Pour les articles homonymes, voir Barbou.
Gabriel Barbou des Courières, né le 23 novembre 1761, à Abbeville dans la Somme et mort le 6 décembre 1827 à Paris, est un général français de la Révolution et de l’Empire. 
Son nom est parfois orthographié Gabriel Barbou d'Escourières.

## Biographie

### Famille
D'après Gustave Chaix d'Est-Ange, la famille Barbou est une des plus anciennes et une des plus considérables de la haute bourgeoisie du Limousin. Jean Barbou sieur des Courières épouse en 1715 Valérie Farne de Champagnac dont il eut deux fils, Léonard Barbou de Monisme, et Martial Barbou : l'un et l'autre Trésoriers de France, au bureau des finances de Limoges, furent anoblis par leur charge.
Gabriel Barbou des Courières est membre de la famille des imprimeurs Barbou.

### Du soldat du roi au général de division
Engagé comme soldat volontaire au régiment d'Artois le 14 mai 1779, il devient sous-lieutenant en 1782 et lieutenant en 1788. En 1791, il passe avec son régiment à Saint-Domingue où il séjourne seize mois. Il sert à Saint-Domingue de janvier 1791 à juillet 1792, puis revient en France lors de la signature de la paix et est employé, avec le grade d'adjudant général, aux armées des Ardennes et de Sambre-et-Meuse. 
Barbou sert à l'Armée du Nord en 1793, adjoint aux adjudants généraux de l'armée des Ardennes en juillet 1793.  Adjudant général chef de brigade à l'armée du Nord en 1794, il se trouva à la bataille de Fleurus, au blocus du Quesnoy, de Landrecies, de Valenciennes et de Condé, et il s'y distingua par ses talents et son courage. Nommé le 7 septembre 1794, général de brigade, il servit dans la division du général Bernadotte, et fit les deux campagnes de 1795 et 1796.
L'année suivante, il est nommé chef d'état-major de l'armée de Sambre-et-Meuse, et a son cheval tué sous lui au combat d'Ettersdorf. Il est ensuite employé à l'armée de Batavie le 23 septembre 1798 sous Augereau jusqu'en 1801. En 1798, il est chargé de faire cesser les troubles occasionnés par la conscription dans le Brabant. Sa fermeté et sa modération rétablissent l'ordre dans ce pays et lui concilient l'estime générale. En 1799, il combat dans l'armée de Hollande sous les ordres du général Brune, et se signale aux batailles de Bergen et de Castricum. Il obtint le grade de général de division le 18 octobre 1799 et sert à l'armée de Hanovre jusqu'en 1805. Il fait la campagne de 1801 sous les ordres du général Augereau, dont l'armée occupe la Franconie. Appelé à la fin de cette année au commandement de la 17e division militaire, il parvient à rétablir l'ordre dans les départements du Midi.

### Au service de l'Empire
Plus tard, le général Barbou remplace en Suisse le maréchal Ney, avant de prendre la tête d'une division au camp de Boulogne. Il succède en octobre 1805 à Bernadotte dans le commandement de l'armée de Hanovre. Les Russes et les Suédois s'étant portés dans ce pays avec des forces imposantes, Barbou se retire dans la forteresse de Hamelin et s'y maintient jusqu'à la paix de Presbourg. Il remplit à cette époque les fonctions de commissaire de l'Empereur près le gouvernement hanovrien. 
Revenu en France, Barbou passe à l'armée d'Espagne en 1807 et y commande une division sous les ordres du général Dupont. Il prend une part importante à la bataille du pont d'Alcolea et à la prise de Cordoue, mais il est fait prisonnier lors la bataille de Bailén en 1808. Il revient en France après une courte captivité et est affecté à l'armée d'Italie sous les ordres du prince Eugène de Beauharnais. Il résiste à Venise et parvient à s'y maintenir, malgré les efforts des Autrichiens victorieux. Le général est ensuite envoyé dans le Tyrol pour y réprimer un soulèvement. Enfin, en 1810, il est appelé au commandement de la place d'Ancône et occupe ce poste jusqu'en 1812. 

### Sous la Restauration
Assiégé dans Ancône par Murat, roi de Naples rallié à la Coalition, Barbou essuie un bombardement nourri et doit capituler le 18 février 1814. Rentré en France après la chute de l'Empereur, il est fait chevalier de Saint-Louis puis grand officier de la Légion d'honneur. Lors des Cent-Jours, le 20 mars 1815, il est affecté au commandement de la 13e division militaire et est admis à la retraite à compter du 4 septembre 1815, après le retour des Bourbons. Il meurt à Paris le 6 décembre 1827.

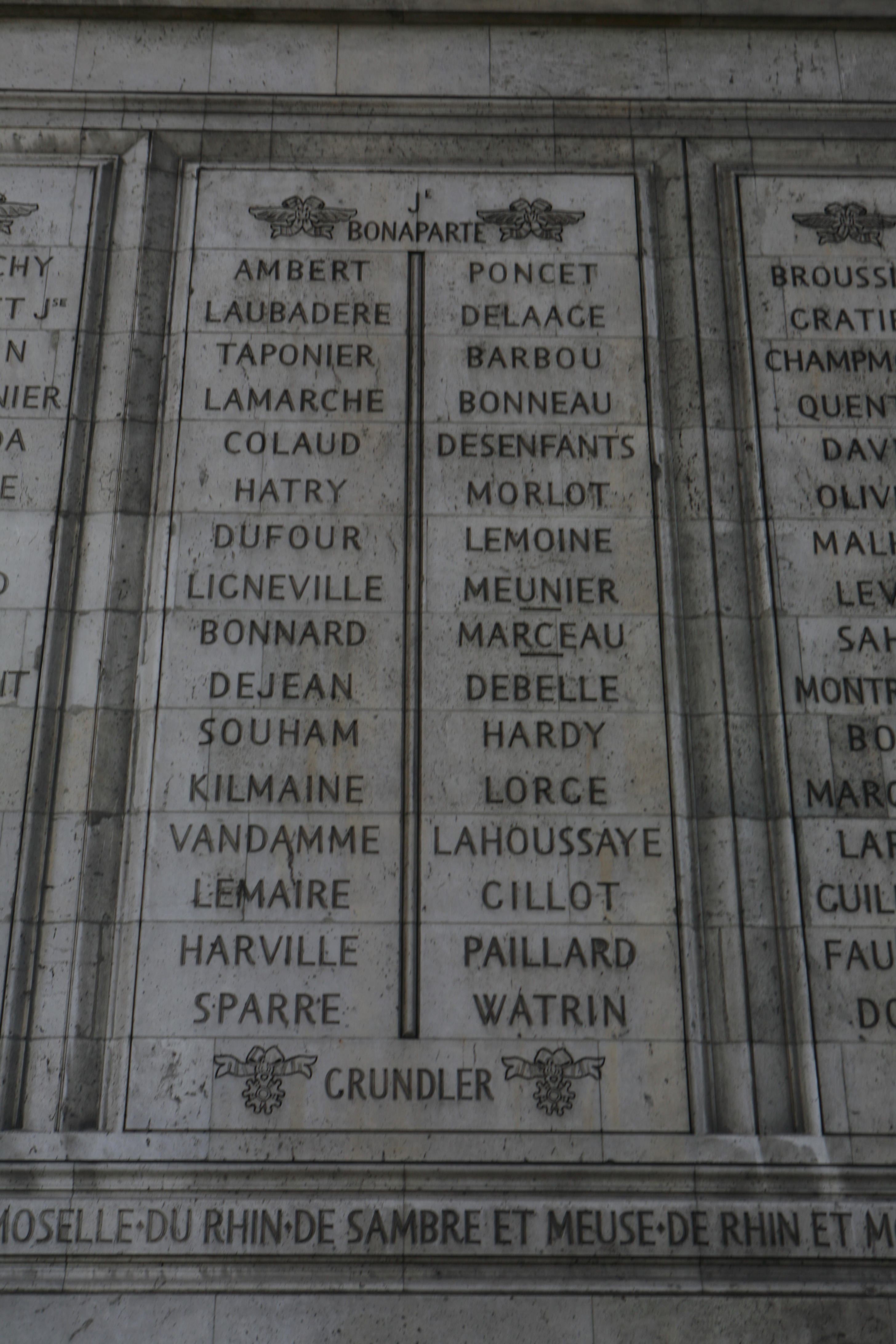
Noms gravés sous l'arc de triomphe de l'Étoile : pilier Nord, 5e et 6e colonnes.

### Distinctions
- Chevalier de Saint-Louis
- Grand officier de la Légion d'honneur
- Il fait partie des 558 officiers à avoir son nom gravé sous l'arc de triomphe de l'Étoile.